# مقاطعة أولمبياد صيف عام 1980

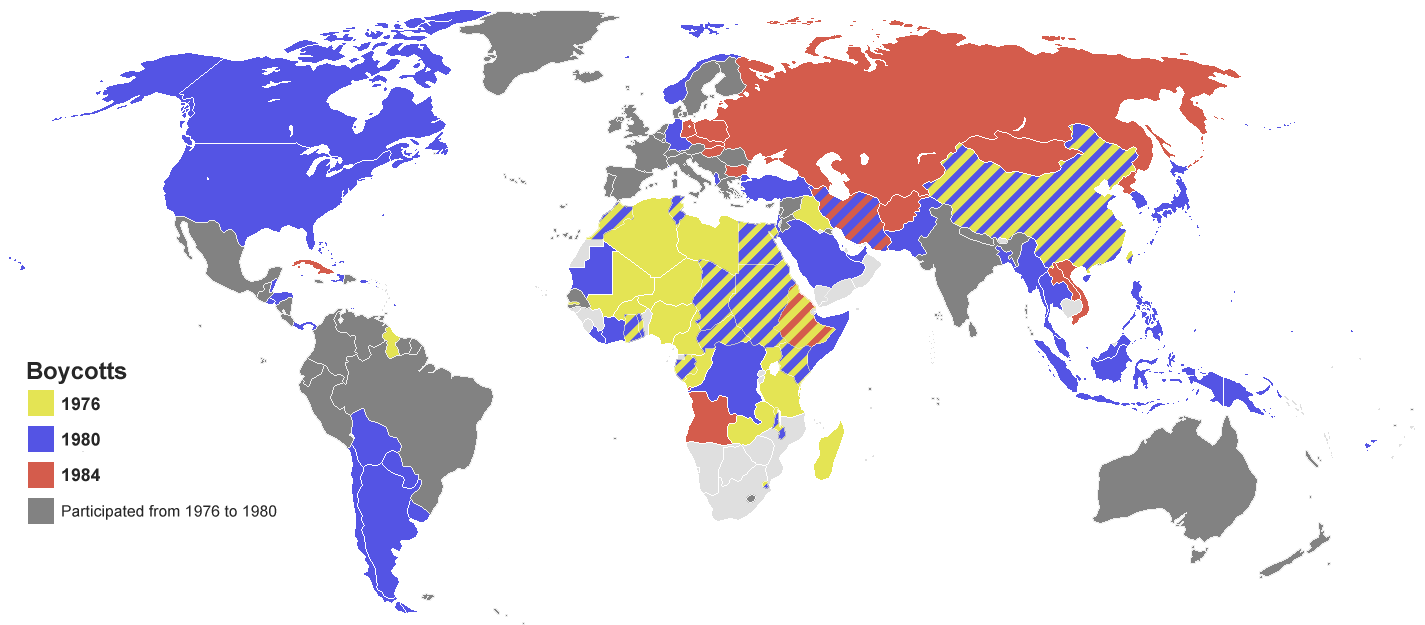
خريطة غير مكتملة لمقاطعة الألعاب الأولمبية تبين الشعوب التي قاطعت الألعاب الصيفية عام 1980 باللون الأزرق

كانت مقاطعة الألعاب الأولمبية الصيفية عام 1980 (أولمبياد موسكو) جزءاً من حملة من الإجراءات التي بدأتها الولايات المتحدة الأمريكية للاحتجاج على الحرب السوفياتية في أفغانستان.

## أسباب المقاطعة
دفع الغزو السوفياتي لأفغانستان عام 1979 الرئيس الأمريكي جيمي كارتر لإصدار إنذار نهائي في 20 كانون ثاني (يناير) 1980 مفاده أن الولايات المتحدة الأمريكية ستقاطع الألعاب الأولمبية في موسكو إذا لم تنسحب القوات السوفياتية من أفغانستان خلال شهر.

نوقشت إيجابيات وسلبيات المقاطعة في العديد من المداخلات في مؤتمر مجموعة بيلدبيرغ الذي عقد عام 1980 واستمر حتى نهاية نيسان (أبريل) في آخن. تناولت النقاشات تصور إجراء المقاطعة وتأثيره المتوقع على مستوى العالم باعتباره إجراء عاطفي أكثر من كونه إجراء استراتيجي. صرح الممثل الأفريقي في المؤتمر بأن المقاطعة ستكون بمثابة احتجاج رمزي فعال نظراً لنظرته الدراماتيكية اتجاه مواطني الاتحاد السوفياتي بغض النظر عما إذا كانت المقاطعة ستؤدي إلى ردة فعل أم لا
واجهت إدارة الرئيس كارتر ضغوطاً هائلة جرّاء وقوفها ضد دول حلف الناتو، إذ لم تمتثل جميعها على الدعوة للمقاطعة. 

اشتكى المستشار الألماني هيلموت شميت من موقف الولايات المتحدة الذي طالبت فيه الحلفاء بالامتثال ببساطة لما تطلبه منهم 
وقد أرسلت إدارة الرئيس كارتر الملاكم محمد علي كلاي مبعوثاً إلى كل من تنزانيا ونيجيريا والسنغال لأقناع قاداتها للانضمام للمقاطعة على الرغم من أن التعليقات التي أدلى بها في تنزانيا قد حجبت عن الصحافة الأمريكية وقد اعتبرت المهمة الدبلوماسية بحد ذاتها فاشلة.

انضمنت مجموعة من الدول إلى المقاطعة منها اليابان وألمانيا الغربية (كان المستشار شميت قادراً على اقناع اللجنة الأولمبية الوطنية بعدم إرسال فرق مشاركة وإبقاء المشاركة بأضيق نطاق)؛ كما انضمت للمقاطعة كل من الصين والفلبين والأرجنتين وكندا. وقد نافست بعض هذه الدول في ألعاب المقاطعة الأولمبية التي أقيمت في فيلادلفيا. ومن ناحية أخرى، دعمت كل من المملكة المتحدة وفرنسا وأستراليا المقاطعة، إلا أنها سمحت لرياضييها بالمشاركة إذا رغبوا بذلك وتركت القرار النهائي للمشاركة في الألعاب للجان الوطنية للألعاب الأولمبية والرياضيين أنفسهم. 

أرسلت المملكة المتحدة وفرنسا بعثات رياضية أصغر بكثير من المعتاد؛ لكن الفرق البريطانية للفروسية والهوكي ومؤسسة اليخوت الملكية قاطعت الألعاب بالكامل. على الرغم من ذلك، كانت بعثة المملكة المتحدة الأكبر بين دول أوروبا الغربية، إذ تضمنت البعثة 170 رياضياً منافساً
من الدول الأخرى الرئيسية الممثلة لأوروبا الغربية في الألعاب كل من إسبانيا وإيطاليا والسويد وأيسلندا وفنلندا، ومع ذلك لم يشارك الرياضيون الإيطاليون المنتمون إلى قوات عسكرية وذلك بسبب دعم الحكومة للمقاطعة والتي أثرت على العديد من الأحداث. كما لم يشارك بعض الرياضيون من مواطني الدول الأخرى كألمانيا وأستراليا المولودين في الولايات المتحدة في ألعاب موسكو.
في احتفالي الافتتاح والختام، سار رياضيو عدد من الدول ضمن العلم الأولمبي بدلاً من أعلامهم الوطنية، شملت تلك الدول كل من أستراليا وأندورا وبلجيكا والدنمارك وفرنسا والمملكة المتحدة وإيرلندا وإيطاليا ولكسمبورغ وهولندا والبرتغال وبورتوريكو وسان مارينو وإسبانيا وسويسرا. وعلى الرغم من أن الحكومة النيوزيلندية قد دعمت المقاطعة رسمياً، إلا أن أربع من رياضيّها نافسوا مستقلين وساروا في الاحتفالات ضمن علم اللجنة الأولمبية الوطنية
إضافة لذلك، عزف النشيد الأولمبي بدلاُ من النشيد الوطني للدول التي فاز رياضيوها بميدليات ممن لم يسيروا ضمن أعلام بلادهم.
لم يكن عمدة مدينة مونتريال جان درابو قادراً على السفر إلى موسكو بسبب المقاطعة. إلا أنه أرسل نيابة عنه كل من ساندرا هيندرسون وستيفان بريفونتيان حاملي الشعلة الأولمبية في الدورة السابقة للمشاركة في احتفاليات الافتتاح والختام، كما رفع علم مدينة لوس أنجلوس بدلاً من علم الولايات المتحدة للرمز للمدينة المستضيفة للدورة الأولمبية القادمة. وقد انتدب أحد أعضاء اللجنة الأولمبية الدولية أمريكي الجنسية لاستلام العلم الأولمبي بدلاً من عمدة مدينة لوس أنجلوس.
وعلى الرغم من مشاركة 80 دولة فحسب في الألعاب الأولمبية في موسكو، فقد حطمت العديد من الأرقام العالمية أكثر من دورة الألعاب الأولمبية في مونتريال 1976.

## تجاوب الرياضيين
في 24 أيار (مايو) 1980، في الماراثون الذي أقيم في بافالو- نيويورك، قاد غاري فانيللي سباق 15 ميل (24 كـم) أثناء الاحتجاج على المقاطعة وقد ارتدى قميصاً رياضياً كتب عليه «الطريق إلى موسكو تنتهي هنا» 

## الدول غير المشاركة
لم تشارك 65 دولة في الأولمبياد على الرغم من دعوتها للمشاركة. لم تشارك بعض هذه الدول بسبب المقاطعة، وبعضها الآخر لم تشارك لأسباب اقتصادية.
| - ألبانيا - أنتيغوا وباربودا - الأرجنتين - جزر البهاما - البحرين - بنغلاديش - باربادوس - بليز - برمودا - بوليفيا - كندا - جزر كايمان - جمهورية إفريقيا الوسطى - تشاد - تشيلي - الصين - تايبيه الصينية** - ساحل العاج - مصر - السلفادور - فيجي - الغابون | - غامبيا - غانا - هايتي - هندوراس - هونغ كونغ - إندونيسيا - إيران - إسرائيل - اليابان - كينيا - كوريا الجنوبية - ليبيريا - ليختنشتاين - مالاوي - ماليزيا - موريشيوس - موناكو - المغرب - الأنتيل الهولندية - النيجر - النرويج - باكستان | - بنما - بابوا غينيا الجديدة - باراغواي - الفلبين - قطر* - السعودية - السودان - الصومال - السودان - سورينام - إسواتيني - تايلاند - توغو - تونس - تركيا - الإمارات العربية المتحدة - الولايات المتحدة - الأوروغواي - جزر العذراء الأمريكية - ألمانيا الغربية - زائير |  |

*اللجنة الأولمبية الدولية.

**تايبيه الصينية\تايوان لم تحضر الألعاب بسبب قرار ناغويا 1979 والذي بموجبه وافقت الصين الشعبية على المشاركة في حال قامت اللجنة الأولمبية بتسمية تايوان بتايبيه الصينية.

## تمثيل المشاركين
شاركت 60 دولة في الألعاب، لكنها شاركت في موكب الافتتاح والدخول إلى الملعب الأولمبي دون أعلامها الوطنية

### الدول التي لم تشارك في موكب الافتتاح
الدول السبع التالية حضرت الألعاب لكنها لم تشارك في موكب الافتتاح:
| - بلجيكا - فرنسا - إيطاليا - لوكسمبورغ | - هولندا - سان مارينو - سويسرا |  |

### المنتخبات الوطنية التي مثلها موظفو البعثات
- المملكة المتحدة – ريتشارد بالمر
- أيرلندا

### الدول التي مثلها رياضيوها ضمن العلم الأولمبي
4 منتخبات وطنية شارك لاعبوها ضمن راية العلم الأولمبي
- أستراليا
- أندورا
- الدنمارك
- بورتوريكو

### دولت نافست ضمن أعلامها الوطنية
- إسبانيا
- البرتغال
- نيوزيلندا

## ما بعد الحدث
أجريت دورة الألعاب الأولمبية التالية صيف 1984 في لوس أنجلوس، وفيها حدثت مقاطعة أخرى، لكن هذه المرة قاد الأتحاد السوفياتي حملة المقاطعة. في 8 أيار (مايو) 1984، أصدر الاتحاد السوفياتي بياناً مفاده أنه سيقاطع الألعاب الأولمبية الصيفية 1984 في لوس أنجلوس بسبب «المشاعر المعادية للاتحاد السوفياتي المتفشية في الولايات المتحدة». انضمت 13 دولة حليفة للسوفيات للمقاطعة، وبذا كان عدد الدول المقاطعة 14. إيران وألبانيا هما الدولتان الوحيدتان اللتان قاطعتا كل من ألعاب موسكو ولوس أنجلوس.